# Children of the Thunder
Copiii tunetului este un roman science fiction din 1988 scris de John Brunner. Cartea poate fi văzută ca un atac asupra libertății sexuale excesive a oamenilor, care a rezultat după așa-numita revoluție sexuală. 